# Antonio Toledo Corro
Antonio Toledo Corro är en ort i Mexiko.   Den ligger i kommunen Culiacán och delstaten Sinaloa, i den västra delen av landet, 1 000 km nordväst om huvudstaden Mexico City. Antonio Toledo Corro ligger 36 meter över havet och antalet invånare är 232.
Terrängen runt Antonio Toledo Corro är platt. Runt Antonio Toledo Corro är det ganska tätbefolkat, med 155 invånare per kvadratkilometer. Närmaste större samhälle är Culiacán, 19,3 km norr om Antonio Toledo Corro. Trakten runt Antonio Toledo Corro består till största delen av jordbruksmark.